# المسرح الكبير للدار البيضاء
المسرح الكبير للدار البيضاء (كاز آرتس) هو مسرح في ساحة محمد الخامس بمدينة الدار البيضاء، وقد تم إنجازه بإستثمار يبلغ 1.5 مليار درهم.

## تاريخ
16 أكتوبر 2014: أعطى الملك محمد السادس إنطلاقة أشغال إنجاز المسرح الكبير للدار البيضاء.

## تجهيزات المسرح
يتوفر المسرح الكبير للدار البيضاء على قاعات للعروض الفنية (1800 مقعد)، والمسرح (600 مقعد)، والحفلات الموسيقية (300 مقعد)، وفضاءات للتمرين والإبداع، وورشات بيداغوجية للأطفال، وقرية للفنانين والتقنيين، وفضاءات تجارية، وأخرى في الهواء الطلق مخصصة للحفلات الفنية تتسع لـ 35 ألف شخص.